# Paecilaema
Paecilaema is een geslacht van hooiwagens uit de familie Cosmetidae.
De wetenschappelijke naam Paecilaema is voor het eerst geldig gepubliceerd door C.L. Koch in 1839. 

## Soorten
Paecilaema omvat de volgende 93 soorten:
- Paecilaema acuriguensis
- Paecilaema adspersum
- Paecilaema albantica
- Paecilaema altaspinulatum
- Paecilaema altispina
- Paecilaema amazonica
- Paecilaema andreae
- Paecilaema angustum
- Paecilaema anticum
- Paecilaema araguanum
- Paecilaema argentinoi
- Paecilaema atroluteum
- Paecilaema barinense
- Paecilaema bicingulatum
- Paecilaema bifurca
- Paecilaema bilineatum
- Paecilaema bilunatum
- Paecilaema bimaculatum
- Paecilaema cabudarense
- Paecilaema campoeliasensis
- Paecilaema cancellatum
- Paecilaema carvalhoi
- Paecilaema chiriquiensis
- Paecilaema c-insignitum
- Paecilaema circumscriptum
- Paecilaema conspicillatum
- Paecilaema contextum
- Paecilaema curvipes
- Paecilaema diadematum
- Paecilaema distinctum
- Paecilaema eutypa
- Paecilaema festae
- Paecilaema festiva
- Paecilaema forcipatum
- Paecilaema gigas
- Paecilaema gonzalezi
- Paecilaema gracile
- Paecilaema granitum
- Paecilaema graphicum
- Paecilaema guttatum
- Paecilaema guttigerum
- Paecilaema henrikseni
- Paecilaema inerme
- Paecilaema inglei
- Paecilaema irmae
- Paecilaema laevifemur
- Paecilaema lateralis
- Paecilaema lepidopterum
- Paecilaema leucomelas
- Paecilaema limbatum
- Paecilaema lobipictum
- Paecilaema longicruris
- Paecilaema lucifugum
- Paecilaema luquillense
- Paecilaema lutzi
- Paecilaema maculatum
- Paecilaema maculifrons
- Paecilaema manifestum
- Paecilaema marajoara
- Paecilaema marginatum
- Paecilaema marmoratum
- Paecilaema medianum
- Paecilaema micropunctatum
- Paecilaema neglectum
- Paecilaema oblonga
- Paecilaema obscurum
- Paecilaema octosegmentatum
- Paecilaema oculatum
- Paecilaema ornatum
- Paecilaema paraense
- Paecilaema paucipustulatum
- Paecilaema pectiginerum
- Paecilaema rastelliferum
- Paecilaema rectipes
- Paecilaema reticulatum
- Paecilaema serrifemur
- Paecilaema sexlineatum
- Paecilaema sigillatum
- Paecilaema sinuatum
- Paecilaema sulphuratum
- Paecilaema toledense
- Paecilaema triangulatum
- Paecilaema trisegmentatum
- Paecilaema triseriatum
- Paecilaema u-flavum
- Paecilaema variegatum
- Paecilaema virens
- Paecilaema vittatum
- Paecilaema waratukum
- Paecilaema withi
- Paecilaema x-signatum
- Paecilaema ypsilon

Voor Paecilaema lineatum => Pararhauculus lineatus